# Nguyễn Phan Quế Mai
Nguyễn Phan Quế Mai   (Ninh Binh, 12 d'agost de 1973) és una poeta i novel·lista vietnamita. És autora de deu llibres de poesia, ficció i no ficció en vietnamita i anglès. Va començar la seva carrera escrivint poesia a vietnamita i ha estat guardonada amb alguns dels premis literaris més importants del Vietnam, inclòs el Premi de Poesia de l'Any 2010 de l'Associació d'Escriptors de Hanoi (primer premi), el de Poesia per commemorar els 1000 anys de Hanoi, així com el Premi Capital de les Arts i les Lletres.
La seva primera novel·la i primer llibre escrit en anglès, The Mountains Sing, es va publicar en 2020. La novel·la és una saga familiar que dona veu a fets històrics reals poques vegades documentats. El llibre s'ha convertit en un èxit de vendes internacional i va ser finalista del Dayton Literary Peace Prize del 2021, guanyador del BookBrowse Best Debut Award del 2020, l'International Book Awards del 2021, el Premi Literari PEN Oakland/Josephine Miles del 2021 i la beca Lannan Literary Award Fellowship for Fiction 2020. les obres de Quế Mai s'han traduït a vint idiomes i han aparegut en importants publicacions, inclòs el New York Times. Va obtenir un doctorat en escriptura creativa per la Universitat de Lancaster. Forbes Vietnam la va nomenar com una de les 20 dones més inspiradores del 2021.
La seva segona novel·la en anglès, Dust Child, es va publicar al març de 2023.